# Marospetres
Marospetres, 1910-ig Petris (románul: Petriș) falu Romániában, Arad megyében.

## Nevének eredete
Neve a 'kavics' vagy 'porondos terület' jelentésű román petriș szóból való. Először 1743-ban említették, Petrisch alakban. A Marospetres név a helységnév-rendezés idején keletkezett, mesterséges névadással.

## Fekvése
Dévától 50 kilométerre északnyugatra, Lippától 69 kilométerre keletre, a Marostól három kilométerre északra, a Zarándi-hegység egy patakvölgyében fekszik.

## Népessége
- 1839–40-ben 512 ortodox, 11 református és 10 római katolikus lakosa volt.
- 1910-ben 1270 lakosából 1202 volt román, 47 magyar és 19 német anyanyelvű; 1200 ortodox, 52 római katolikus és 12 református vallású.
- 2002-ben 634 lakosából 623 volt román és kilenc magyar nemzetiségű; 570 ortodox, 34 baptista, 11 pünkösdista és hét római katolikus vallású.

## Története
1709-ben települt román lakossággal. 1728-ban 57 házból állt. A felkelők 1784-ben megostromolták és felgyújtották az uradalmi központot (a mai kastély elődjét). Fényes Elek mezővárosnak írja. 1849. február 28-án Zámból román határőrök és parasztfelkelők érkeztek ide azzal a céllal, hogy Soborsinnál összeköttetést létesítsenek a bánáti császári haderőkkel és elvágják az aradi ostromló sereget a magyar főerőktől. 1895-ben 9 316 kataszteri holdas uradalma 88%-ban erdőkből állt. Az erdők kitermelését tizenöt kilométer hosszú keskeny vágányú vasútpálya könnyítette meg. A hegyi szántókon a helyiek harmados bérlőként gazdálkodtak. A parasztbirtokok 60%-ban erdőből, 30%-ban jó minőségű szántókból és kertekből, 10%-ban vizenyős rétekből álltak. Hatvannyolc lakosa 1897-ben magyar állami iskoláért írt kérvényt a vármegyei tanfelügyelőhöz, amely még ugyanazon évben megnyílt.

## Látnivalók
- A Szalbek-kastély a 19. század első felében, klasszicista stílusban épült.

## Képek

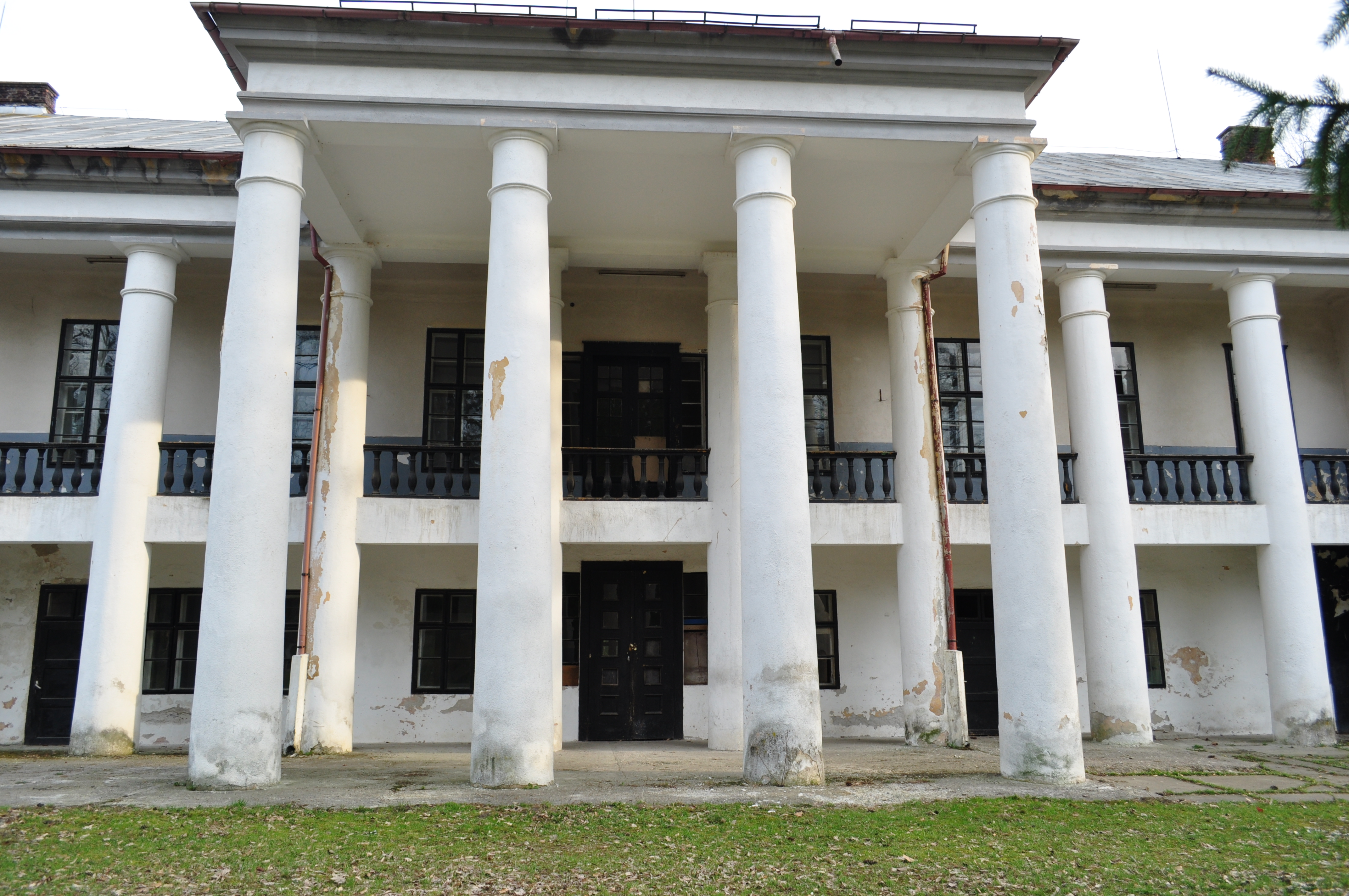
A kastély dór oszlopai
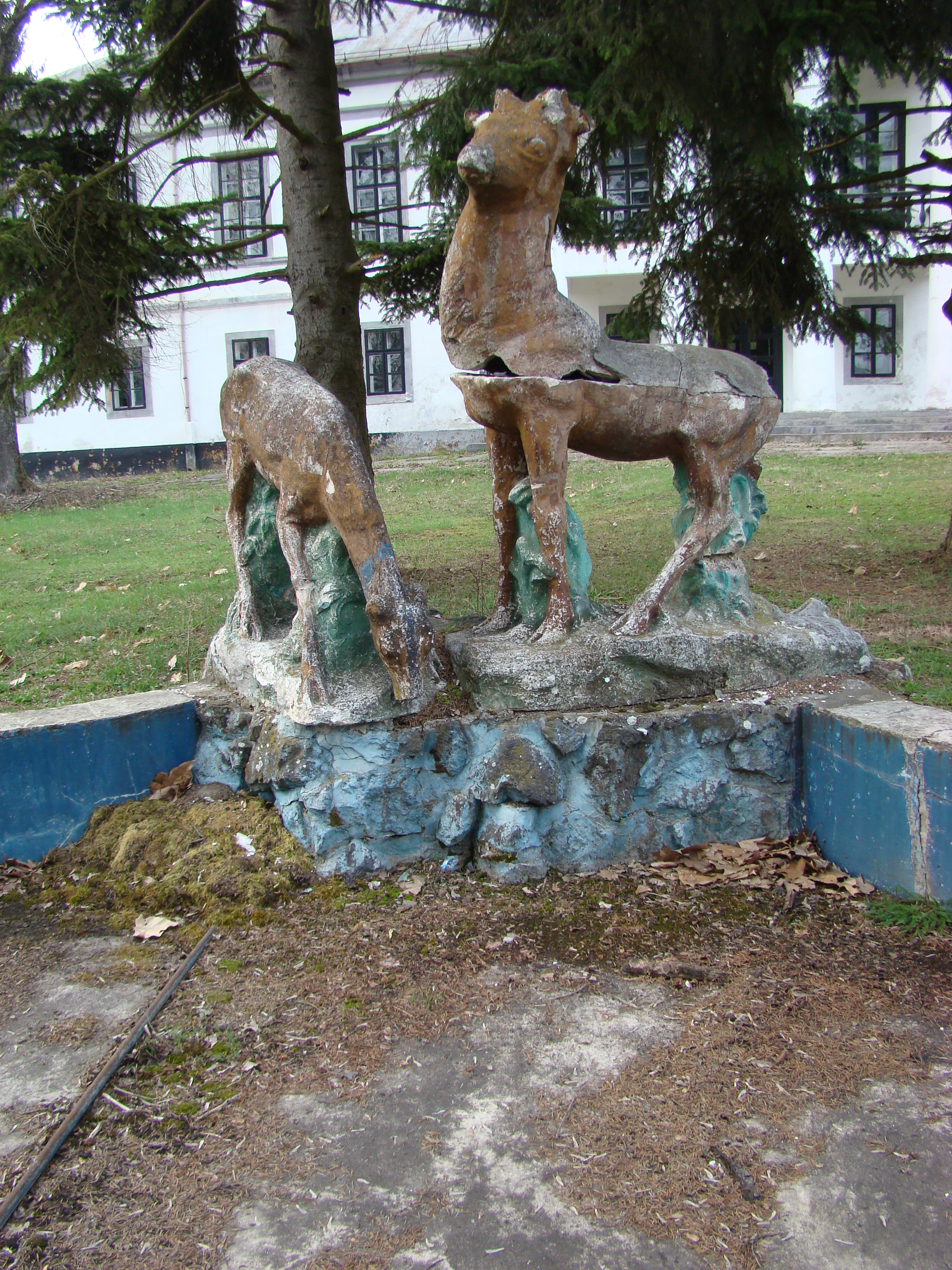
Szobor a kastélyparkban
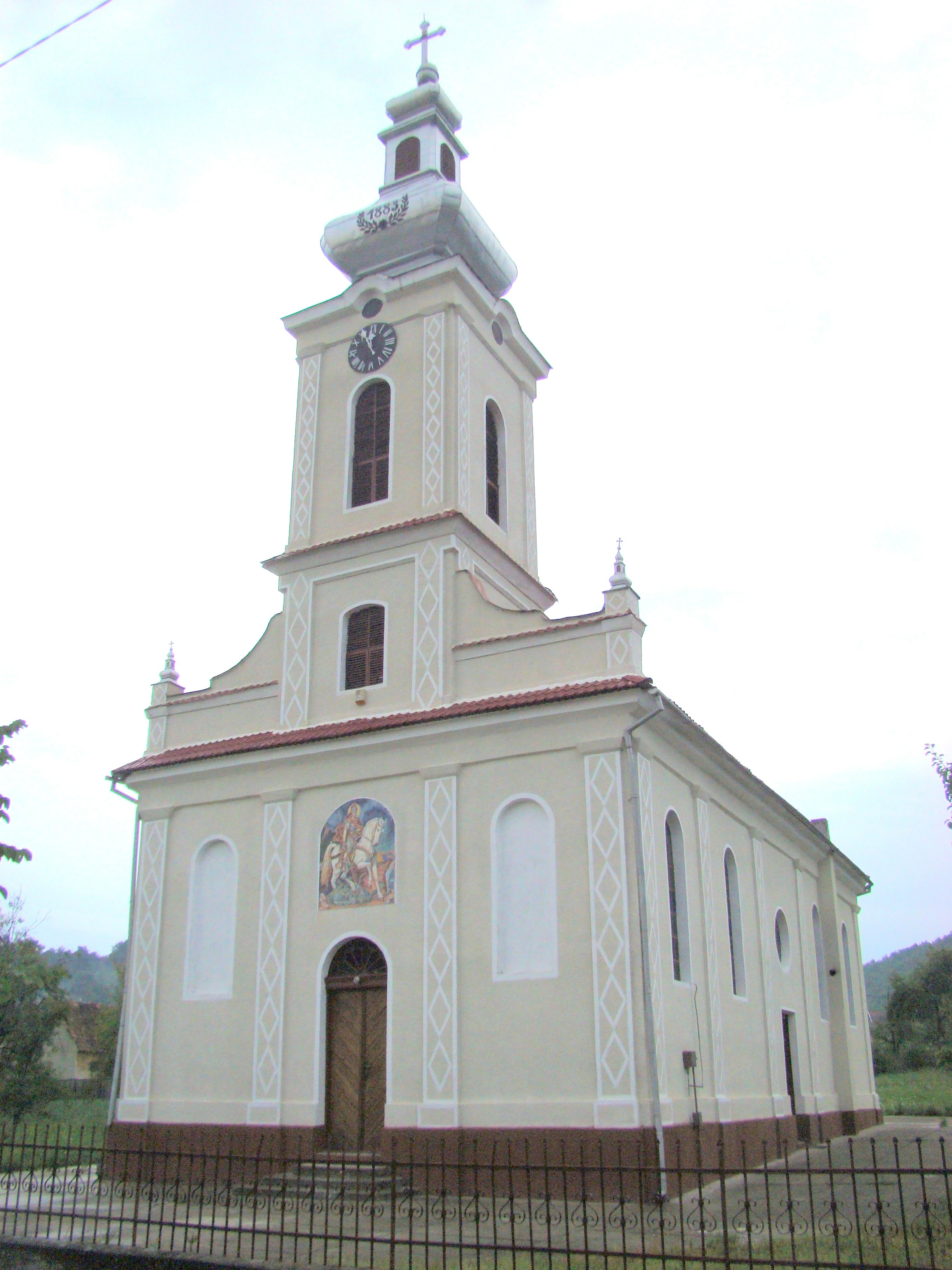
A barokk ortodox templom (épült 1883, egy korábbi fatemplom helyén)